# Betrogene Jugend
Betrogene Jugend ist ein US-amerikanisches Filmdrama aus dem Jahr 1948 von Irving Reis mit David Niven und Teresa Wright in den Hauptrollen. Der Film basiert auf dem Roman Take Three Tenses: A Fugue in Time von Rumer Godden.

## Handlung
London während des Zweiten Weltkrieges. General Sir Roland Dane kehrt in sein Geburtshaus zurück. Im Halbschlaf murmelt er etwas über „Lark“, als seine Großnichte Grizel an die Tür klopft. Sir Roland hat Grizel nie kennengelernt, die für die US-Armee als Ambulanzfahrerin arbeitet und nun eine Unterkunft sucht. Er erlaubt ihr zu bleiben. Danes Butler erklärt ihr, das „Lark“ das Mündel von Sir Roland war. Grizel kommt in Larks früherem Zimmer unter und zieht sich für das Dinner um. Dabei sieht sie Szenen aus der Vergangenheit des Hauses. 
Rolands Vater macht seine Kinder Selina, Pelham und Roland, genannt Rollo, mit der jungen Lark Ingoldsby bekannt, deren Eltern bei einem Zugunglück in der vergangenen Nacht ums Leben kamen. Lark soll als ihre Schwester in dem Haus Leben, was Selina nur widerwillig aufnimmt. In der Gegenwart meldet sich Grizel zum Dienst und lernt den Piloten Pax Masterson kennen, dessen Hände bei einem Absturz schwer verbrannt wurden. Als sie nach ihrem Dienst nach Hause zurückkehrt, wartet Pax zu ihrer Überraschung vor der Tür auf sie. Pax scheint zudem alles über das Haus und die Familie Dane zu wissen. Er erzählt ihr, dass Lark seine Tante sei. Als er eine Taste an Larks Piano drückt, sieht Grizel weitere Szenen aus der Vergangenheit. 
Vater Roland kommt vom Dienst heim und bemerkt, dass Selina Lark, nun eine attraktive junge Frau, noch herrischer als sonst behandelt. Pelham gibt Lark Geld, damit sie sich ein Kleid für eine Gesellschaftsparty kaufen kann. Nach der Party erzählt Selina Lark, dass der Vater für zwei Jahre nach Indien abkommandiert wird. In der Gegenwart verlässt Pax das Haus, bevor Sir Roland heimkommt. Er ist sehr überrascht, dass der junge Mann, der ihm draußen entgegenkam, Larks Neffe ist. Zu seinem Unmut scheint Grizel keinerlei romantischen Gefühle für den Mann zu hegen. Diesmal erinnert sich Sir Roland an die Vergangenheit. 
Lark hat sich zu einer begehrenswerten jungen Frau entwickelt, in die auch Pelham und der italienische Markgraf Del Laudi verliebt sind. Vater Roland kehrt aus Indien zurück. Als er erfährt, dass Lark Geburtstag hat, verkauft Rollo sein Pferd und ersteht mit dem Geld eine Halskette. 
Zurück in der Gegenwart erholt sich Pax von der Operation seiner Hände. Er ruft im Haus der Danes an, was Sir Roland zur nächsten Erinnerung bringt. Auf Larks Geburtstagsfeier überreicht Rollo Lark die Kette. Beide gestehen sich ihre Liebe zum anderen. Selina unterbricht das Paar und informiert Rollo, dass der zu einer Spezialmission in Afghanistan abkommandiert wurde, die in der folgenden Woche anlaufen soll. Auf seinen Einwurf Lark heiraten zu wollen, entgegnet Selina, dass sie fünf Jahre bis zu Rollos Rückkehr warten müssen. Lark ist klar, dass sie nicht mit Pelham unter einem Dach leben kann und erklärt Rollo, dass sie nicht warten könne. In Afghanistan versucht Rollo sein Möglichstes, von der Mission abgezogen zu werden. In der Zwischenzeit erzählt Selina Lark, dass Rollo nicht zurückkommen werde. Als Rollo schließlich doch zurückkehrt, ist Lark nicht mehr da. Voller Wut erklärt Rollo, das Haus nicht mehr zu betreten, solange Selina lebe. Pelham informiert Rollo, dass Lark Del Laudi heiraten und nach Italien ziehen werde. 
In der Gegenwart bereitet sich Grizel auf den nächsten Auftrag vor, als Pax sie bittet, seine Frau zu werden, was sie ablehnt. Als Pax abreisen will, übergibt ihm Rollo ein Telegramm, in dem ihm der Tod seiner Tante Lark mitgeteilt wird. Rollo fordert Grizel auf, sich nicht selber zu belügen, so wie er es tat. Grizel tritt auf die Straße, gerade als ein deutscher Luftangriff beginnt. Sie findet Pax und umarmt ihn. Um sie herum fallen die Bomben und sie beobachten, wie das Haus der Danes in Flammen aufgeht.

## Hintergrund
Gedreht wurde der Film vom 14. Mai bis Ende Juli 1948 in den Samuel-Goldwyn-Studios in West Hollywood.
Zu Beginn und am Ende des Films "erzählt" das Dane-Haus, was ein richtiges Haus ausmache. Für die Erzählerstimme war ursprünglich Frederick Worlock vorgesehen, der dann durch William Johnstone ersetzt wurde.
Zusammen mit dem Grip Ralph Hoge entwickelte Kameramann Gregg Toland den ersten mit Gegengewichten ausgestatteten Kranarm für Kameras. Für Toland war es die letzte Filmarbeit, er starb drei Monate vor der Uraufführung des Films.
Nach Aussagen von Samuel Goldwyn weigerte sich Teresa Wright nach Abschluss der Dreharbeiten, für die Promotion des Films zur Verfügung zu stehen. Wegen diesem unkooperativen Verhalten kündigte er den Vertrag mit der Schauspielerin, die jedoch im März 1949 bei der Premiere in San Francisco anwesend war.
George Jenkins oblag die künstlerische Leitung. Julia Heron war für das Szenenbild zuständig, Mary Wills für die Kostüme. Alan Napier übernahm das Dialogtraining. Musikalischer Direktor war Emil Newman, das Orchester wurde von Maurice de Packh, Jerome Moross und Marlin Skiles geleitet. Zusätzliche Musikstücke wurden von Arthur Lange komponiert.

## Veröffentlichung
Die Premiere des Films fand am 25. September 1948 statt. In der Bundesrepublik Deutschland kam er am 30. September 1952 in die Kinos.

## Kritiken
Der Filmkritiken-Aggregator Rotten Tomatoes hat in einer Auswertung von über 500 User-Kritiken ein Publikumsergebnis von 73 Prozent positiver Bewertungen ermittelt.
Das Lexikon des internationalen Films schrieb: „Gut gespieltes, romantisch-nostalgisches - bisweilen arg sentimentales - Melodram.“
Bosley Crowther von der The New York Times bescheinigte, dass sich der Film eng an die literarische Vorlage halte.